# 相橋愛子
相橋 愛子（あいはし あいこ、1976年3月10日 - ）は、日本の女性声優。東京都出身。以前はマック・ミックに所属していた。

## 人物
- 1999年“PINK CANDY”としてBMGジャパンよりCDデビュー。
- 中高美術科教員免許、学芸員資格のほか、日本語を掘り下げて学ぶため2008年に日本語教員免許を取得した。
- 映画鑑賞と演劇研究が趣味。
- 以前はクオラスに所属していた。
- 相橋“Ｉ”愛子として、レビュー集団『レビューカンパニー・サルメ』にも参加。得意の歌やダンスを披露している。

## 出演

### テレビアニメ
2005年
- 雪の女王（女の子、子ども）

2006年
- DEATH NOTE（女子A）

2007年
- 風の少女エミリー（ビーイ）
- 逮捕しちゃうぞ フルスロットル（生徒）

2008年
- RD 潜脳調査室（赤尾メイ、蒼井ソウタ〈子供時代〉）
- あまつき（巫女）
- ウルトラヴァイオレット コード044（鉱内アナウンス）
- 地獄少女 三鼎（逸子の母）
- 純情ロマンチカ2（TVキャスター）
- 遊☆戯☆王5D's（2008年 - 2011年、狭霧深影）

2009年
- 君に届け（女子生徒、女子中学生B）
- 獣の奏者 エリン（タルガ、イアルの母、タマリン）
- ジュエルペット（ナオト〈少年時代〉）
- 07-GHOST（教官、令嬢、子供A）
- それいけ!アンパンマン（ゼリービーンズイエロー、水の子（A）〈6代目〉、男の子、西部の子供A、まいたけちゃん〈7代目→9代目〉）
- チャギントン（ムタンボ）

2012年
- HUNTER×HUNTER（第2作）（受付嬢）

2013年
- ムシブギョー（叶〈仁兵衛の母〉）

### 劇場アニメ
- それいけ!アンパンマン つきことしらたま〜ときめきダンシング〜（2004年、ネコ美）
- アジール・セッション（2009年、ミョンヒ[3]）

### OVA
- ブラック・ジャック（2000年、看護婦）
- グローランサーIV（2005年、子供1）

### ゲーム
2004年
- 星の王女3（ヒルコ）

2005年
- イースVI（ウル / ナーリャ / ソラ）
- ファンタスティックフォーチュン2☆☆☆（街娘B 他）

2006年
- グローランサーV Genelations（エイミー）

2007年
- エルヴァンディアストーリー（ドーラ）
- プリズム・アーク 〜プリズム・ハート エピソード2〜（エテ）

2009年
- サンデーVSマガジン 集結!頂上大決戦
- 遊☆戯☆王ファイブディーズ タッグフォース4（狭霧深影）

2010年
- 遊☆戯☆王ファイブディーズ タッグフォース5（狭霧深影）

2011年
- 遊☆戯☆王ファイブディーズ タッグフォース6（狭霧深影）
- 遊☆戯☆王5D's Duel Transer（狭霧深影）

2020年
- ビッグバッドモンスターズ（シャルロッテ）

### ドラマCD
- EX!（周防比夜）
- グローランサーV Genelations（エイミー）

### 吹き替え
- 俺たちの街（キム・ソヨン）
- 今日も僕は殺される（トビー）
- 喧嘩 -ヴィーナスvs僕-（女性1、他）
- ダブル・ミッション（チャド）
- 血も涙もなく（男の子、他）
- チャーリーとパパの飛行機（男の子、他）
- ハーブ（スンウォン）
- ファンタスティック・カップル（ジュンソク）

### ナレーション
- ゲーマーズ甲子園
- みうらじゅん&山田五郎『男同志』（MONDO21）
- みうらじゅん&山田五郎『男同志2』（MONDO21）
- みうらじゅん&山田五郎『男同志3』（MONDO21）
- 超絶!モンドリアンチョップ
- 泉麻人&山田玲奈のお天気マニア
- アロハ天国
- 2009年度 ヤマハ音楽教室ご案内映像
- メルヘンの世界!ドイツ・クリスマスの旅

### ラジオ
- 本多知恵子と相橋愛子のみっくすぱれーど♥-a’la carte For you -

### TV出演
- テレビ埼玉 『開運バラエティー UNバラ』 レギュラー出演

### CM
- bay FM「ラジオスポット」多数
- ラジオ「リンレイ」多数
- ラジオ「AI 『大切なもの』」
- ラジオ「Chocolove from AKB48『『明日は明日の君が生まれる』」
- ラジオSoulJa『ここにいるよ feat.青山テルマ』
- ネット情報サイト「街ログ」

### CD
- およげ黒ネコ3兄弟ポンポコリン（Pink Candyにて）

### 舞台
- 1995年 - ダンスミュージカル『POWER FOR THE PEACE』 （演出・西村朋紘 音楽・玉麻尚一）
- 1996年 - ダンスミュージカル『POWER FOR THE PEACE』再演 （演出・西村朋紘 音楽・玉麻尚一）
- 1996年 - 銀座博品館タップフェスティバル
- 1996年 - ミュージカル『チャレンジ』（藤村俊二主演 総合演出・高平哲郎）
- 1997年 - ミュージカル『星に逢える日』（演出・犬石隆 音楽・玉麻尚一）
- 1997年 - ダンスSHOW『What Do You Feel?』
- 1997年 - ゲームショー SONY専属ダンサー
- 1998年 - パラッパラッパー新年会@赤坂ブリッツ 専属ダンサー
- 1998年 - 『僕の心の天使達'98』（作・演出 西村朋紘）
- 1998年 - 『ばらんたいんとれいん』（作・演出 TARAKO）
- 2001年 - Stepsミュージカル『モダンガールズ〜空に星降り 夢、此処に輝く〜』（作・演出 横山由和）
- 2002年
  - 1月 - ウズメライブ@青い部屋
  - 2月 - ウズメライブ@吉祥寺STARPINE'S CAFE
  - 4月 - ウズメの人でなしレビュー『バラ売りの人生Ⅰ〜ラビアン・ローズ〜』@青山円形劇場
  - 8月 - ウズメライブ@吉祥寺STARPINE'S CAFE
  - 10月 - ウズメの人でなしレビュー『バラ売りの人生Ⅱ〜情熱のバラバラ〜』@シアターサンモール
- 2002年11月 - 2003年5月 - ウズメマンスリーライブ「月のない夜」@六本木morph-tokyo
- 2003年4月ウズメの人でなしレビュー『バラ売りの人生Ⅲ〜サイケとバラバラの日々〜』@青山円形劇場
  - 5月 - ウズメディナーショー@赤坂プリンスホテル新館2階クリスタルパレス
- 2005年
  - 5月 - ゲリライブのどこまでやるの!?プレゼンツ GWスペシャル期間限定集団 西川口浩探検隊『押された背中〜独占!女の90分〜』@六本木morph-tokyo
  - 10月 - 『海藻電車の合コンライブ』@六本木morph-tokyo
- 2006年
  - 3月 - 冥土 IN JAPAN 〜萌えろ!イイ女!!〜（レビューカンパニー・サルメ）
  - 10月 - センチメートルジャーニー 〜影絵のように美しい…物語だけ見ィてた〜いわァァ〜（レビューカンパニー・サルメ）
  - 12月 - 『X’masイベントちょー声優育成ラジオクラブ』@VUENOS BAR TOKYO
- 2007年
  - 5月 - 朗読グループ幸風 第6回公演
  - 11月 - 朗読グループ幸風 第7回公演
- 2008年
  - 7月 - サムリーマン 〜ト音記号〜 〜踊れる者は久しからず、歌うは佐藤鈴之助〜（劇団虎のこ）
  - 10月 - 朗読グループ幸風 第8回公演
- 2009年
  - 2月 -  Time Trouble齢30（劇団虎のこプロデュース公演）
  - 3月 - 金鶏郷に死出虫は嗤う（劇団虎のこ（第7回北区内田康夫ミステリー文学賞授賞式イベント公演））
  - 5月 - 今昔御座敷奇譚〜 マジカル・ヒストリー・ツアー!!（レビューカンパニー・サルメ）
  - 10月 - 朗読グループ幸風 第9回公演
  - 11月 - おんな（劇団虎のこ）
- 2010年
  - 9月 - 悪魔のセバスチャンといきおくれた花嫁（劇団虎のこ）
  - 11月 - 朗読グループ幸風 第10回公演
  - 12月 - 冬の寒夜にパラレル・スリップ（A-rain）
- 2011年
  - 9月 - 第十三回深水流舞踊の会@国立劇場大劇場
  - 9月 - 新宿ラブプリティ@新宿シアターモリエール（劇団虎のこ）
- 2012年1月 - OK Brother's Project Vol.1 オムニバス舞台『Kitchen』 #2『悪魔の証明』@サンモールスタジオ（DOGSUGAR＆Roads to Shangri-la PRESENT）
- 2013年
  - 8月 - コトザウルス朗読コンサート『青春は甘いか、苦いか、それとも…しょっぱいか』@千代田区立内幸町ホール
  - 9月 - 清水流ゆかた会（序の舞）@瓢庵